# Katsuren
Katsuren (勝連町 Katsuren-chō?) fue una ciudad situada en el Distrito de Nakagami, Prefectura de Okinawa, Japón. Se fundó en un origen alrededor del Castillo Katsuren con el nombre de Katchin Magiri (勝連間切?) en el siglo XVII, cuando se convirtió en la ciudad de Katsuren en 1908, después de que el Reino de Ryūkyū fuese anexado por Japón y el sistema Magiri fuera abolido.
A partir de 2003, la ciudad tenía una población estimada de 13.530 habitantes y una densidad de 986.87 personas por km². El área total que comprendía era de 13,71 km².
El 1 de abril de 2005, Katsuren, junto con las ciudades de Gushikawa e Ishikawa, y la ciudad de Yonashiro (también del Distrito de Nakagami), se fusionaron para crear la ciudad de Uruma.